# Me Grand Turin
Me Grand Turin: storia della squadra di calcio più forte del mondo è un libro autobiografico scritto da Sauro Tomà.

## Trama
Parla della vita del giocatore sopravvissuto alla Tragedia di Superga, nella quale perirono tutti i giocatori del Grande Torino (eccetto per l'appunto Tomà e il secondo portiere Renato Gandolfi, non partiti sull'aereo schiantatosi).
Dagli esordi con lo Spezia al trasferimento al Torino, descrive tutti i giocatori sia nella vita sportiva sia nel privato, dando spazio anche alla grande amicizia con Valentino Mazzola.
Questo libro è l'unica narrazione d'un testimone diretto a descrivere la leggenda del Grande Torino.